# Gran Premio di Svizzera 1950
Il Gran Premio di Svizzera 1950 è stata la quarta prova della stagione 1950 del campionato mondiale di Formula 1. La gara si è tenuta domenica 4 giugno sul circuito di Bremgarten a Berna ed è stata vinta dall'italiano Nino Farina su Alfa Romeo, al secondo successo in carriera; Farina ha preceduto all'arrivo uno dei suoi compagni di squadra, il connazionale Luigi Fagioli, e il francese Louis Rosier su Talbot-Lago-Talbot.
Con 46 anni, 8 mesi e 20 giorni di età media, il Gran Premio fissa il record del podio più anziano nella storia della Formula 1.

## Vigilia

### Aspetti tecnici
Il Gran Premio di Svizzera si è svolto sul circuito di Bremgarten, un tracciato stradale realizzato nei pressi della capitale Berna. Esso, lungo 7 280 m, presentava 13 curve ed era da percorrere in senso orario.
Il tempo record del circuito è di 2'34"5, circa 172 km/h di velocità media, stabilito dal tedesco Bernd Rosemeyer su Auto Union C durante il Gran Premio di Svizzera 1936.

### Aspetti sportivi
Il Gran Premio rappresenta il quarto appuntamento stagionale a distanza di pochi giorni dalla disputa della 500 Miglia di Indianapolis, terza gara del campionato. È il primo Gran Premio a disputarsi su un circuito stradale non permanente.
L'Alfa Romeo si presentò sul tracciato svizzero con le tre consuete 158 guidate dai "3F" — Farina, Fangio e Fagioli —, mentre la Ferrari rispose schierando quattro vetture, guidate da Alberto Ascari, Luigi Villoresi, Raymond Sommer e Peter Whitehead. Quest'ultimo, tuttavia, non arrivò alla gara poiché il motore della sua vettura non era ancora pronto. Al francese era stata affidata una 166 F2-50, mentre agli altri una 125 F1 ciascuno. La Maserati schierò due 4CLT-48 per il monegasco Louis Chiron e l'italiano Franco Rol, che però non prese parte alla gara perché infortunato. Rol avrebbe dovuto sostituire José Froilán González infortunato a causa dell'incendio avvenuto alla sua vettura durante il Gran Premio di Monaco. La Scuderia Milano, dopo non aver più preso parte ai primi due turni della stagione, partecipa al primo Gran Premio di Formula 1, con Felice Bonetto alla guida di una Maserati 4CLT-50. Tra le squadre italiane era iscritta anche la Scuderia Ambrosiana col pilota britannico Reg Parnell su Maserati. Egli tuttavia non arriva alla gara.
Al Gran Premio di Svizzera torna la Automobiles Talbot-Darracq con tre T26C-DA guidate dai francesi Yves Giraud-Cabantous, Eugène Martin e Louis Rosier.
Tra le scuderie private iscritte ci sono la Achille Varzi, con una Maserati 4CLT-48 assegnata a Nello Pagani e una 4CL a Toni Branca, la Écurie Belge, con Johnny Claes alla guida di una Talbot-Lago T26C, la Enrico Platé, con Toulo de Graffenried e Prince Bira al volante di due 4CLT-48, la Écurie Espadon, con Rudi Fischer alla guida di una SVA 1500 motorizzata FIAT — che però non partecipa alla gara —, e la Écurie Bleue, con Harry Schell alla guida di una T26C.
L'unico pilota privato che corre è il francese Philippe Étancelin, su una Talbot-Lago T26C.

## Qualifiche

### Resoconto
Nelle qualifiche Fangio, Farina e Fagioli si piazzano nelle prime tre posizioni della griglia, occupandone l'intera prima fila, mentre Villoresi e Ascari si piazzano in seconda fila nella griglia composta dallo schema 3-2-3. La terza Ferrari di Sommer si piazza soltanto in tredicesima posizione.

### Risultati
Nella sessione di qualifica si è avuta questa situazione:
| Pos | Nº | Pilota                | Costruttore        | Tempo  | Griglia |
| --- | -- | --------------------- | ------------------ | ------ | ------- |
| 1   | 14 | Juan Manuel Fangio    | Alfa Romeo         | 2'42"1 | 1       |
| 2   | 16 | Nino Farina           | Alfa Romeo         | 2'42"8 | 2       |
| 3   | 12 | Luigi Fagioli         | Alfa Romeo         | 2'45"2 | 3       |
| 4   | 22 | Luigi Villoresi       | Ferrari            | 2'46"1 | 4       |
| 5   | 18 | Alberto Ascari        | Ferrari            | 2'46"8 | 5       |
| 6   | 42 | Philippe Étancelin    | Talbot-Lago-Talbot | 2'51"1 | 6       |
| 7   | 6  | Yves Giraud-Cabantous | Talbot-Lago-Talbot | 2'52"7 | 7       |
| 8   | 30 | Prince Bira           | Maserati           | 2'53"2 | 8       |
| 9   | 8  | Eugène Martin         | Talbot-Lago-Talbot | 2'53"7 | 9       |
| 10  | 10 | Louis Rosier          | Talbot-Lago-Talbot | 2'54"0 | 10      |
| 11  | 32 | Toulo de Graffenried  | Maserati           | 2'54"2 | 11      |
| 12  | 34 | Felice Bonetto        | Maserati           | 2'54"6 | 12      |
| 13  | 20 | Raymond Sommer        | Ferrari            | 2'54"6 | 13      |
| 14  | 4  | Johnny Claes          | Talbot-Lago-Talbot | 2'59"0 | 14      |
| 15  | 2  | Nello Pagani          | Maserati           | 3'06"8 | 15      |
| 16  | 26 | Louis Chiron          | Maserati           | 3'06"8 | 16      |
| 17  | 40 | Toni Branca           | Maserati           | 3'10"0 | 17      |
| 18  | 44 | Harry Schell          | Talbot-Lago-Talbot | 3'11"5 | 18      |

## Gara

### Resoconto
Durante la gara, al primo giro Ascari tenta di competere con le Alfa Romeo ma deve rientrare ben presto nelle retrovie, lasciando le tre Alfetta a lottare, e ritirandosi al 5º giro per problemi di lubrificazione. Prima si era ritirato subito Yves Giraud-Cabantous per un incidente. Anche Luigi Villoresi non riesce a tenere il ritmo imposto dai battistrada, ed è costretto al ritiro al 10º giro per problemi alla trasmissione. Fangio inizialmente conduce la corsa, con Farina subito dietro. Fagioli è più lento ed è impossibilitato a tenere il loro passo: dopo il ritiro di Villoresi e Ascari si ritrova terzo davanti a Prince Bira che viaggia in quarta posizione, mantenendola fino al traguardo. Durante una pausa per il rifornimento di benzina viene passato da Philippe Étancelin sulla Talbot-Lago, abile a conquistare il quarto posto. Dopo pochi giri, il pilota della Talbot-Lago Eugène Martin cozza seriamente riportando serie ferite dovute allo sbalzo improvviso fuori dall'automobile. Etançelin più tardi deve uscire dalla gara per problemi al cambio e viene sopravanzato da Louis Rosier in quarta posizione. Fangio e Farina si alternano in testa alla gara, ma al 33º giro l'argentino è costretto a ritirarsi per un problema elettrico. Farina vince la gara, Fagioli si piazza ancora secondo e Rosier completa il podio piazzandosi in terza posizione. Per la Ferrari il disastro viene completato da Raymond Sommer, che si ritira per rottura del motore. Alla Maserati invece scoppia improvviso un incendio al punto di rifornimento, provocato dall'esplosione dell'impianto di immissione della benzina: danni ma nessun ferito grave. Farina si ritrova al comando della classifica iridata con 18 punti, seguito da Fagioli con 12 e Fangio a 9 punti. Felice Bonetto, dopo la prima e poco felice esperienza nel Gran Premio di Gran Bretagna dove non partecipò, giunge in quinta posizione e guadagna i suoi primi due punti mondiali. Rimarchevole, infine, la rimonta dello statunitense Harry Schell: partito dalla 18ª e ultima posizione, finisce la gara ottavo.

### Risultati
I risultati del Gran Premio sono i seguenti:
| Pos | Nº | Pilota                | Costruttore        | Giri | Tempo/Ritiro    | Griglia | Punti |
| --- | -- | --------------------- | ------------------ | ---- | --------------- | ------- | ----- |
| 1   | 16 | Nino Farina           | Alfa Romeo         | 42   | 2h02'53"7       | 2       | 9     |
| 2   | 12 | Luigi Fagioli         | Alfa Romeo         | 42   | +0"4            | 3       | 6     |
| 3   | 10 | Louis Rosier          | Talbot-Lago-Talbot | 41   | +1 giro         | 10      | 4     |
| 4   | 30 | Prince Bira           | Maserati           | 40   | +2 giri         | 8       | 3     |
| 5   | 34 | Felice Bonetto        | Maserati           | 40   | +2 giri         | 12      | 2     |
| 6   | 32 | Toulo de Graffenried  | Maserati           | 40   | +2 giri         | 11      |       |
| 7   | 2  | Nello Pagani          | Maserati           | 39   | +3 giri         | 15      |       |
| 8   | 44 | Harry Schell          | Talbot-Lago-Talbot | 39   | +3 giri         | 18      |       |
| 9   | 26 | Louis Chiron          | Maserati           | 39   | +3 giri         | 16      |       |
| 10  | 4  | Johnny Claes          | Talbot-Lago-Talbot | 39   | +3 giri         | 14      |       |
| 11  | 40 | Toni Branca           | Maserati           | 35   | +7 giri         | 17      |       |
| Rit | 14 | Juan Manuel Fangio    | Alfa Romeo         | 33   | Motore          | 1       |       |
| Rit | 42 | Philippe Étancelin    | Talbot-Lago-Talbot | 25   | Cambio          | 6       |       |
| Rit | 20 | Raymond Sommer        | Ferrari            | 19   | Sospensione     | 13      |       |
| Rit | 8  | Eugène Martin         | Talbot-Lago-Talbot | 19   | Incidente       | 9       |       |
| Rit | 22 | Luigi Villoresi       | Ferrari            | 9    | Motore          | 4       |       |
| Rit | 18 | Alberto Ascari        | Ferrari            | 4    | Pompa dell'olio | 5       |       |
| Rit | 6  | Yves Giraud-Cabantous | Talbot-Lago-Talbot | 0    | Incidente       | 7       |       |

Nino Farina riceve un punto addizionale per aver segnato il giro più veloce della gara.

## Classifica mondiale
| Pos | Pilota                | Punti |
| --- | --------------------- | ----- |
| 1   | Nino Farina           | 18    |
| 2   | Luigi Fagioli         | 12    |
| 3   | Juan Manuel Fangio    | 9     |
| =   | Johnnie Parsons       | 9     |
| 5   | Bill Holland          | 6     |
| =   | Alberto Ascari        | 6     |
| =   | Louis Rosier          | 6     |
| 8   | Prince Bira           | 5     |
| 9   | Mauri Rose            | 4     |
| =   | Louis Chiron          | 4     |
| =   | Reg Parnell           | 4     |
| 12  | Cecil Green           | 3     |
| =   | Raymond Sommer        | 3     |
| =   | Yves Giraud-Cabantous | 3     |
| 15  | Felice Bonetto        | 2     |
| 16  | Joie Chitwood         | 1     |
| =   | Tony Bettenhausen     | 1     |